# Чемпионат СССР по лёгкой атлетике 1951
Лично-командный чемпионат СССР по лёгкой атлетике 1951 года проходил с 26 августа по 1 сентября в Минске на стадионе «Динамо». На старт вышли свыше 1000 легкоатлетов, представлявшие команды союзных республик и городов Москвы и Ленинграда. На протяжении семи дней были разыграны 38 комплектов медалей (24 у мужчин и 14 у женщин).
В ходе чемпионата были установлены два мировых рекорда. Валентина Помогаева повторила высшее мировое достижение Зои Петровой в беге на 400 метров — 56,0. Петрова показала этот результат за полтора месяца до чемпионата страны 1951 года, а на самом первенстве пробежала на секунду хуже и заняла только третье место.
На дистанции 800 метров Помогаева финишировала второй, уступив 23-летней Нине Плетнёвой. Для последней этот чемпионский титул стал первым в карьере. Плетнёва улучшила мировой рекорд, но при этом только повторила рекорд СССР — 2.12,0. Такая ситуация сложилась из-за того, что впервые аналогичный результат показала Евдокия Васильева в 1943 году. В тот момент СССР ещё не был членом ИААФ, из-за чего мировые рекорды советских спортсменов не имели официального признания.
Сразу два всесоюзных достижения обновил ленинградский легкоатлет Юрий Литуев. В беге на 400 метров новым ориентиром стал его результат 48,3, а на той же дистанции с барьерами — 51,7 (всего на 0,1 секунды хуже рекорда Европы). К двум золотым медалям Литуев добавил две серебряные в беге на 200 метров с барьерами и в эстафете 4×400 метров.
Наибольшее количество побед на чемпионате одержала Александра Чудина. Как и годом ранее, она выиграла шесть дисциплин из 14 женских, из них четыре индивидуальные (80 м с барьерами, прыжок в высоту, прыжок в длину, пятиборье) и две командные (эстафеты 4×100 и 4×200 метров). В прыжке в длину Чудина установила новый рекорд СССР — 6,11 м.
Уникальным достижением отметился Владимир Казанцев, выигравший сразу три стайерские дистанции. В июле 1951 года он установил мировой рекорд в беге на 3000 метров с препятствиями (8.49,8), а спустя полтора месяца стал лучшим в стране не только в нём, но и на дистанциях 5000 и 10 000 метров.
Новое имя появилось в женском спринте: 18-летняя Надежда Хныкина сделала победный дубль на 100 и 200 метров, к которому добавила серебро в прыжке в длину.
В очередной раз подтвердил свой класс рекордсмен страны Хейно Липп. Эстонский легкоатлет в шестой раз подряд стал чемпионом СССР в толкании ядра, а также в четвёртый раз за шесть лет — в метании диска. Евгений Буланчик четвёртый год подряд выиграл бег на 110 метров с барьерами, а Пётр Чевгун и Эрих Веэтыусме в третий раз взяли титулы на дистанциях 800 и 1500 метров соответственно.
Нина Пономарёва впервые стала чемпионкой страны в метании диска, прервав пятилетнюю серию побед Нины Думбадзе. В прыжке с шестом впервые с 1937 года первое место занял не Николай Озолин или Владимир Дьячков: триумфатором первенства оказался Владимир Бражник.
Чемпионат СССР по марафону прошёл отдельно, 15 июля в Москве.

## Командное первенство
| Место | Команда        |
| ----- | -------------- |
| 1     | Москва         |
| 2     | Ленинград      |
| 3     | Украинская ССР |

## Призёры

### Мужчины
| Дисциплина             | Золото                                                           | Золото            | Серебро                                                                   | Серебро           | Бронза                                                                             | Бронза            |
| ---------------------- | ---------------------------------------------------------------- | ----------------- | ------------------------------------------------------------------------- | ----------------- | ---------------------------------------------------------------------------------- | ----------------- |
| 100 м                  | Владимир Сухарев Москва                                          | 10,6              | Феодосий Голубев Ленинград                                                | 10,8              | Лев Каляев Ленинград                                                               | 10,9              |
| 200 м                  | Владимир Сухарев Москва                                          | 21,5              | Феодосий Голубев Ленинград                                                | 22,1              | Леван Санадзе Грузинская ССР Тбилиси                                               | 22,2              |
| 400 м                  | Юрий Литуев Ленинград                                            | 48,3              | Эдмунд Пилагс Латвийская ССР Рига                                         | 48,8              | Иван Бондаренко Украинская ССР Киев                                                | 49,1              |
| 800 м                  | Пётр Чевгун Украинская ССР Киев                                  | 1.51,5            | Геннадий Модой Москва                                                     | 1.52,4            | Георгий Ивакин РСФСР Иркутск                                                       | 1.53,0            |
| 1500 м                 | Эрих Веэтыусме Эстонская ССР Таллин                              | 3.51,6            | Дмитрий Пятайкин Москва                                                   | 3.52,2            | Александр Соломко Москва                                                           | 3.52,4            |
| 5000 м                 | Владимир Казанцев Москва                                         | 14.36,2           | Иван Семёнов Москва                                                       | 14.39,0           | Иван Пожидаев Ленинград                                                            | 14.40,4           |
| 10 000 м               | Владимир Казанцев Москва                                         | 30.21,8           | Иван Семёнов Москва                                                       | 30.23,6           | Никифор Попов Москва                                                               | 30.27,6           |
| 3000 м с препятствиями | Владимир Казанцев Москва                                         | 8.56,0            | Михаил Салтыков Белорусская ССР Минск                                     | 9.02,8            | Михаил Помогаев Москва                                                             | 9.19,2            |
| 110 м с барьерами      | Евгений Буланчик Украинская ССР Киев                             | 14,6              | Тимофей Лунёв Белорусская ССР Минск                                       | 14,7              | Сергей Попов Узбекская ССР Ташкент                                                 | 15,0              |
| 200 м с барьерами      | Тимофей Лунёв Белорусская ССР Минск                              | 23,9              | Юрий Литуев Ленинград                                                     | 24,5              | Сергей Попов Узбекская ССР Ташкент                                                 | 24,9              |
| 400 м с барьерами      | Юрий Литуев Ленинград                                            | 51,7              | Тимофей Лунёв Белорусская ССР Минск                                       | 52,0              | Анатолий Юлин Белорусская ССР Минск                                                | 53,6              |
| Прыжок в высоту        | Евгений Вансович Украинская ССР Одесса                           | 1,91 м            | Юрий Финке Узбекская ССР Самарканд                                        | 1,88 м            | А. Бибеев Латвийская ССР Рига                                                      | 1,88 м            |
| Прыжок с шестом        | Владимир Бражник Украинская ССР Киев                             | 4,27 м            | Пётр Денисенко Украинская ССР Киев                                        | 4,20 м            | Виктор Князев Москва                                                               | 4,15 м            |
| Прыжок в длину         | Николай Андрющенко РСФСР Ростов-на-Дону                          | 7,18 м            | Владимир Котенков Ленинград                                               | 6,97 м            | Анатолий Стефанович РСФСР Иваново                                                  | 6,84 м            |
| Тройной прыжок         | Леонид Щербаков Москва                                           | 15,23 м           | Борис Замбримборц Латвийская ССР Рига                                     | 14,75 м           | Владимир Герасимчук Узбекская ССР Ташкент                                          | 14,62 м           |
| Толкание ядра          | Хейно Липп Эстонская ССР Тарту                                   | 16,83 м           | Георгий Фёдоров Москва                                                    | 16,08 м           | Отто Григалка Москва                                                               | 15,86 м           |
| Метание диска          | Хейно Липп Эстонская ССР Тарту                                   | 49,18 м           | Иван Шалин Москва                                                         | 48,94 м           | Борис Матвеев Ленинград                                                            | 46,60 м           |
| Метание молота         | Георгий Дыбенко Украинская ССР Киев                              | 54,43 м           | Александр Канаки Украинская ССР Киев                                      | 53,77 м           | Николай Шорин Азербайджанская ССР Баку                                             | 53,44 м           |
| Метание копья          | Юрий Щербаков Ленинград                                          | 68,13 м           | Иван Каптюх Украинская ССР Киев                                           | 65,93 м           | Владимир Кузнецов Ленинград                                                        | 65,22 м           |
| Десятиборье*           | Владимир Волков Москва                                           | 6750 очков (6395) | Пётр Кожевников Москва                                                    | 6495 очков (6227) | Анатолий Кузнецов Ленинград                                                        | 6365 очков (6063) |
| Ходьба на 20 км        | Бруно Юнк Москва                                                 | 1:37.31,0         | Петерис Зелтыньш Латвийская ССР Рига                                      | 1:37.51,2         | Станислав Фауст Ленинград                                                          | 1:40.13,2         |
| Ходьба на 50 км        | Сергей Лобастов Ленинград                                        | 4:34.53,0         | Арнольд Круклиньш Латвийская ССР Рига                                     | 4:37.08,0         | Павел Казанков Ленинград                                                           | 4:41.54,2         |
| Эстафета 4×100 м       | РСФСР-I А. Валаев Михаил Казанцев Аркадий Смазнов Владимир Филин | 42,5              | Украинская ССР В. Чечин Владимир Муравьёв Иван Сухоруков Евгений Буланчик | 42,5              | РСФСР-II Николай Андрющенко Борис Звонков Анатолий Стефанович Александр Хайновский | 43,2              |
| Эстафета 4×400 м       | Москва Григорий Ильин Геннадий Модой Игорь Ильин Сергей Комаров  | 3.15,6            | Ленинград Борис Морозов Лев Каляев Геннадий Слепнёв Юрий Литуев           | 3.16,0            | Украинская ССР Степан Донченко Семён Танинец Пётр Чевгун Иван Бондаренко           | 3.17,4            |

* Для определения победителя в соревнованиях десятиборцев использовалась старая система начисления очков. Пересчёт с использованием современных таблиц перевода результатов в баллы приведён в скобках.

### Женщины
| Дисциплина       | Золото                                                                       | Золото    | Серебро                                                                                | Серебро    | Бронза                                                                                 | Бронза     |
| ---------------- | ---------------------------------------------------------------------------- | --------- | -------------------------------------------------------------------------------------- | ---------- | -------------------------------------------------------------------------------------- | ---------- |
| 100 м            | Надежда Хныкина Грузинская ССР Тбилиси                                       | 12,4      | Евгения Сеченова Москва                                                                | 12,4       | Ирина Турова Москва                                                                    | 12,5       |
| 200 м            | Надежда Хныкина Грузинская ССР Тбилиси                                       | 25,2      | Софья Мальшина Москва                                                                  | 25,3       | Евгения Сеченова Москва                                                                | 25,3       |
| 400 м            | Валентина Помогаева Москва                                                   | 56,0      | Вера Быстрова Ленинград                                                                | 56,5       | Зоя Петрова Ленинград                                                                  | 57,0       |
| 800 м            | Нина Плетнёва Украинская ССР Киев                                            | 2.12,0    | Валентина Помогаева Москва                                                             | 2.12,3     | Валентина Богатырёва Украинская ССР Одесса                                             | 2.12,4     |
| 1500 м           | Евдокия Васильева Москва                                                     | 4.41,0    | Ольга Овсянникова Москва                                                               | 4.41,4     | Лидия Чурилова РСФСР Владивосток                                                       | 4.43,0     |
| 80 м с барьерами | Александра Чудина Москва                                                     | 11,4      | Анна Александрова Ленинград                                                            | 11,5       | Галина Ерюхина Москва                                                                  | 11,5       |
| Прыжок в высоту  | Александра Чудина Москва                                                     | 1,64 м    | Галина Ганекер Ленинград                                                               | 1,61 м     | Мария Писарева Ленинград                                                               | 1,58 м     |
| Прыжок в длину   | Александра Чудина Москва                                                     | 6,11 м    | Надежда Хныкина Грузинская ССР Тбилиси                                                 | 5,79 м     | Екатерина Адаменко Украинская ССР Киев                                                 | 5,65 м     |
| Толкание ядра    | Клавдия Точёнова Ленинград                                                   | 14,60 м   | Анна Андреева Москва                                                                   | 14,13 м    | Галина Зыбина Ленинград                                                                | 14,07 м    |
| Метание диска    | Нина Пономарёва Москва                                                       | 49,78 м   | Евгения Арзуманова Азербайджанская ССР Баку                                            | 46,58 м    | Нина Думбадзе Грузинская ССР Тбилиси                                                   | 44,82 м    |
| Метание копья    | Вера Набокова Белорусская ССР Минск                                          | 50,90 м   | Наталья Смирницкая Ленинград                                                           | 49,08 м    | Галина Зыбина Ленинград                                                                | 47,66 м    |
| Пятиборье        | Александра Чудина Москва                                                     | 4753 очка | Лидия Омельченко РСФСР Саратов                                                         | 4209 очков | Анна Александрова Ленинград                                                            | 4058 очков |
| Эстафета 4×100 м | Москва Евгения Сеченова Александра Чудина Софья Мальшина Вера Черткова       | 48,2      | Ленинград Анна Александрова Валентина Литуева Вера Быстрова Зоя Петрова                | 48,5       | Украинская ССР Александра Ус Валентина Андрианова Екатерина Адаменко Зинаида Сафронова | 48,6       |
| Эстафета 4×200 м | Москва Софья Мальшина Валентина Помогаева Александра Чудина Евгения Сеченова | 1.42,0    | Украинская ССР Александра Ус Валентина Андрианова Екатерина Адаменко Зинаида Сафронова | 1.42,8     | Ленинград Анна Александрова Валентина Литуева Вера Быстрова Зоя Петрова                | 1.43,2     |

## Чемпионат СССР по марафону
Лично-командный чемпионат СССР по марафону 1951 года прошёл 15 июля в Москве.
| Дисциплина | Золото                  | Золото    | Серебро                    | Серебро   | Бронза                                 | Бронза    |
| ---------- | ----------------------- | --------- | -------------------------- | --------- | -------------------------------------- | --------- |
| Марафон    | Яков Москаченков Москва | 2:42.05,2 | Григорий Сучков РСФСР Тула | 2:43.11,6 | Василий Давыдов Украинская ССР Харьков | 2:43.38,0 |